# 周炳文
周炳文（1612年—1688年），字文季，號筠如，江苏无锡人，明末清初书法家。順治十一年甲午科江南鄉試舉人，官至都察院都事。

## 生平
周炳文生於万历四十年（1612年）。顺治十一年甲午科乡试得中举人。好吟咏，雅意临池，摹欧（欧阳询）、虞（虞世南）真迹，一时海内名公如王世贞、吴明卿辈，称善相属。
康熙七年（1688年）卒。

## 富春山居图
传世名画《富春山居图》“无用师卷”上有铃印“周炳文”，亦有其岳父安绍芳之私人铃印两处。